# František Bolček
František Bolček soprannominato Fero (27 gennaio 1920 – 3 gennaio 1968) è stato un calciatore slovacco, di ruolo attaccante.